# Kim Nam-sun
Kim Nam-sun (3 de maio de 1981) é uma handebolista sul-coreana. medalhista olímpica.
Kim Nam-sun fez parte da geração medalha de bronze em Pequim 2008. 